# Maison forte des Allinges
La maison forte des Allinges est une ancienne maison forte du XIVe siècle qui se dresse sur la commune de Saint-Quentin-Fallavier dans le département de l'Isère et la région Rhône-Alpes. Le site est inscrit aux monuments historiques en 2010.

## Situation
La maison forte est située dans le département français de l'Isère sur la commune de Saint-Quentin-Fallavier.